# Mercuèr (Alt Loira)
Mercœur és un municipi francès situat al departament de l'Alt Loira i a la regió d'Alvèrnia-Roine-Alps. L'any 2007 tenia 132 habitants.

## Demografia

### Població
El 2007 la població de fet de Mercœur era de 132 persones. Hi havia 56 famílies de les quals 16 eren unipersonals (8 homes vivint sols i 8 dones vivint soles), 20 parelles sense fills, 16 parelles amb fills i 4 famílies monoparentals amb fills.
La població ha evolucionat segons el següent gràfic:
Habitants censats

### Habitatges
El 2007 hi havia 124 habitatges, 58 eren l'habitatge principal de la família, 29 eren segones residències i 36 estaven desocupats. 119 eren cases i 4 eren apartaments. Dels 58 habitatges principals, 52 estaven ocupats pels seus propietaris, 4 estaven llogats i ocupats pels llogaters i 3 estaven cedits a títol gratuït; 1 tenia dues cambres, 8 en tenien tres, 7 en tenien quatre i 43 en tenien cinc o més. 47 habitatges disposaven pel capbaix d'una plaça de pàrquing. A 24 habitatges hi havia un automòbil i a 28 n'hi havia dos o més.

### Piràmide de població
La piràmide de població per edats i sexe el 2009 era:
| Homes | Edats   | Dones |
| ----- | ------- | ----- |
| 0     | 95 o +  | 0     |
| 0     | 90 a 94 | 0     |
| 4     | 85 a 89 | 4     |
| 0     | 80 a 84 | 4     |
| 0     | 75 a 79 | 8     |
| 8     | 70 a 74 | 8     |
| 0     | 65 a 69 | 4     |
| 4     | 60 a 64 | 0     |
| 4     | 55 a 59 | 4     |
| 12    | 50 a 54 | 4     |
| 12    | 45 a 49 | 12    |
| 0     | 40 a 44 | 8     |
| 4     | 35 a 39 | 0     |
| 0     | 30 a 34 | 4     |
| 8     | 25 a 29 | 0     |
| 4     | 20 a 24 | 0     |
| 8     | 15 a 19 | 4     |
| 0     | 10 a 14 | 12    |
| 8     | 5 a 9   | 4     |
| 8     | 0 a 4   | 0     |

## Economia
El 2007 la població en edat de treballar era de 85 persones, 66 eren actives i 19 eren inactives. De les 66 persones actives 63 estaven ocupades (36 homes i 27 dones) i 3 estaven aturades (3 homes). De les 19 persones inactives 8 estaven jubilades, 3 estaven estudiant i 8 estaven classificades com a «altres inactius».

### Ingressos
El 2009 a Mercœur hi havia 60 unitats fiscals que integraven 146 persones, la mediana anual d'ingressos fiscals per persona era de 11.308 €.

### Activitats econòmiques
Dels 3 establiments que hi havia el 2007, 1 era d'una empresa extractiva, 1 d'una empresa de fabricació d'altres productes industrials i 1 d'una empresa d'hostatgeria i restauració.
L'únic servei als particulars que hi havia el 2009 era un restaurant.
L'any 2000 a Mercœur hi havia 28 explotacions agrícoles que ocupaven un total de 1.496 hectàrees.

## Poblacions més properes
El següent diagrama mostra les poblacions més properes.